# 三協・立山ホールディングス
三協・立山ホールディングス株式会社（さんきょう・たてやまホールディングス）は、かつて存在した持株会社。

## 概要
2003年12月、三協アルミニウム工業と立山アルミニウム工業が持株会社方式により経営統合して設立された。元々、三協アルミニウム工業と立山アルミニウム工業は創業者同士が実の兄弟である「兄弟会社」であった。物流等一部部門で協力関係にあったが、近年の建築不況による業績悪化に対応するため、経営統合した。持株会社であるため、社員は総務・経理・経営企画等の間接部門がほとんどを占めていた。
2012年12月1日、グループ再編に伴い子会社の三協立山に吸収合併された。

## 沿革
- 2003年12月1日 - 三協アルミニウム工業株式会社と立山アルミニウム工業株式会社の経営統合により設立[1]。東証一部・大証一部・名証一部上場。
- 2004年3月1日 - 生産機能の統合に向け、準備会社となるSTプロダクツ株式会社を設立。同年6月1日に三協アルミ・立山アルミ両社のアルミ建材製品の製造事業を営業譲渡によって統合し、本格的な事業を開始。
- 2005年6月28日 - 名証上場廃止。
- 2006年6月1日 - 子会社の三協アルミニウム工業が立山アルミニウム工業を吸収合併し、三協立山アルミ株式会社となる。
- 2007年6月1日 - 三協立山アルミで行っていたタテヤマアドバンス株式会社の管理事業を会社分割により継承し、子会社化する。
- 2008年6月1日 - 三協立山アルミがSTプロダクツを吸収合併。
- 2009年7月12日 - 大証上場廃止。
- 2011年4月1日 - 三協立山アルミが行っていた金融機関に係る有価証券及び出資金の管理事業を会社分割により継承。
- 2012年
  - 6月1日 - 三協立山アルミが三協マテリアルとタテヤマアドバンスを吸収合併し、三協立山株式会社となる[2]。
  - 12月1日 - 三協立山に吸収合併され、解散。吸収合併に先立ち、当社株式は同年11月28日をもって東証上場廃止[3]。

## 構成会社
- 三協立山株式会社
- 高岡ケーブルネットワーク株式会社（関連会社）